# Apogon hungi
Apogon hungi är en fiskart som beskrevs av Pierre Fourmanoir och Do-thi, 1965. Apogon hungi ingår i släktet Apogon och familjen Apogonidae. Inga underarter finns listade i Catalogue of Life.